# Павлівська сільська рада (Білопільський район)
Павлі́вська сільська́ ра́да — колишній орган місцевого самоврядування в Білопільському районі Сумської області. Адміністративний центр — село Павлівка.

## Загальні відомості
- Населення ради: 1 929 осіб (станом на 2001 рік)

## Населені пункти
Сільській раді підпорядковані населені пункти:
- с. Павлівка
- с. Волфине
- с. Катеринівка
- с. Кисла Дубина
- с. Мелячиха
- с. Мирлоги
- с. Шпиль

### Колишні населені пункти
- с. Милове, зняте 2001 року з обліку
- с. Сиротине, зняте 1988 року з обліку

## Склад ради
Рада складається з 16 депутатів та голови.
- Голова ради:
- Секретар ради: Федорченко Світлана Василівна

### Керівний склад попередніх скликань
| Прізвище, ім'я, по батькові | Основні відомості                                                          | Дата обрання | Дата звільнення |
| --------------------------- | -------------------------------------------------------------------------- | ------------ | --------------- |
| Баклан Віктор Андрійович    | Сільський голова, 1958 року народження, член Народної партії               | 26.03.2006   | 25.11.2006      |
| Худіна Віра Валентинівна    | Сільський голова, 1961 року народження, член Соціалістичної партії України | 04.03.2007   | 31.10.2010      |

Примітка: таблиця складена за даними сайту Верховної Ради України